# Kay Stammers
Kay Stammers (St Albans, 3 aprile 1914 – Louisville, 23 dicembre 2005) è stata una tennista britannica.

## Biografia
Vinse il doppio all'Open di Francia nel 1935, esibendosi in coppia con Margaret Scriven battendo in finale la coppia formata da Ida Adamoff e Hilde Krahwinkel con 6-4, 6-0.
Nello stesso anno vinse il doppio al Torneo di Wimbledon in coppia con Freda James battendo in finale  Simonne Mathieu e  Hilde Krahwinkel Sperling per 6-1, 6-4. Sempre con James vinse la stessa competizione l'anno seguente vincendo Sarah Fabyan e Helen Hull Jacobs con 6-2, 6-1
Nel 1939 giunse in finale al Torneo di Wimbledon perdendo contro Alice Marble per 2-6 0-6.
Nello stesso anno un'altra finale persa in coppia con Freda Hammersley, furono fermate nell'occasione da Sarah Palfrey Cooke e Alice Marble in una sfida combattuta (7-5 e 8-6 per la coppia vincente).